# Coise-Saint-Jean-Pied-Gauthier
Coise-Saint-Jean-Pied-Gauthier este o comună în departamentul Savoie din sud-estul Franței. În 2009 avea o populație de 1.174 de locuitori.

## Evoluția populației
| An        | 1975 | 1982 | 1990 | 1999 | 2006  | 2009  |
| --------- | ---- | ---- | ---- | ---- | ----- | ----- |
| Populație | 674  | 752  | 830  | 945  | 1.101 | 1.174 |